# Yohann Leroux
Yohann Leroux, dit Zephyr, né le 7 novembre 1986, est un athlète professionnel de parkour, fondateur de la French Freerun Family. Il s'est fait connaître, entre autre, pour avoir été sacré double champion du monde de Freerun.

## Biographie
Yohann Leroux, originaire de Saint-Michel-sur-Orge, découvre l'esprit du parkour très jeune ; il raconte qu'à 5 ans, il est effrayé à l'idée de sauter du haut d'un mur, et que son père le pousse à s'entraîner puis à recommencer, lui permettant ainsi de repousser ses limites. Ce dernier l'incite même à se mettre au rugby, puis aux arts martiaux, afin de canaliser son énergie. Durant son adolescence, il s'amuse régulièrement à grimper en haut des toits, mais c'est à La Défense qu'il rencontre réellement le parkour en tant que discipline, avant de commencer à s'exercer à la résidence Boïeldieu, et de l'Esplanade des Olympiades dans le 13ème arrondissement de Paris. À 18 ans, il part en Chine, auprès de moines Shaolin qui lui apprennent la gymnastique, la respiration, et l'observation des animaux, tandis qu'il leur fait également découvrir l'art du parkour. C'est durant ce voyage qu'il est baptisé Zephyr, « vent d'Ouest » en grec, surnom qu'il gardera. 

### Carrière
En 2009, il crée sa propre équipe professionnelle, la French Freerun Family (3F), et signe ses premiers contrats[réf. nécessaire].
En 2011 et 2013 avec Simon Nogueira, il remporte les championnats du monde de Freerun.
Le 22 juillet 2014, il s'illustre sur Youtube aux côtés du réalisateur "Devin SuperTramp" et avec le collectif de la French Freerun Family. Cette vidéo promotionnelle pour Assassin's Creed : Unity, qui compte près de 111 millions du vue en 2025, a donné suite à trois autres vidéos se basant sur le même principe et ayant toutes faites plusieurs dizaines de millions de vue[réf. souhaitée].